# Mouriri cyphocarpa
Mouriri cyphocarpa är en tvåhjärtbladig växtart som beskrevs av Paul Carpenter Standley. Mouriri cyphocarpa ingår i släktet Mouriri och familjen Melastomataceae.
Artens utbredningsområde är Guatemala. Inga underarter finns listade i Catalogue of Life.